# 黄尾紫鱼
黄尾紫鱼（学名：Pristipomoides auricilla），又名日本紫魚、黃尾姬鯛，为笛鲷科紫鱼属的鱼类，俗名黄尾姬鲷。分布于台湾恒春等。该物种的模式产地在夏威夷。

## 分布
本魚分布於印度太平洋區，包括留尼旺、模里西斯、新喀里多尼亞、塞席爾群島、馬爾地夫、斯里蘭卡、印度、安達曼海、泰國、緬甸、馬來西亞、菲律賓、印尼、琉球群島、台灣、中國沿海、馬里亞納群島、馬紹爾群島、諾魯、帛琉、密克羅尼西亞、新喀里多尼亞、澳洲、夏威夷群島、斐濟群島、萬納杜、東加、吉里巴斯等海域。

## 深度
水深100至200公尺。

## 特徵
本魚體呈長紡錘形；標準體長約為體高之3.0至3.2倍。兩眼間隔平扁。眼前方無溝槽。下頜突出於上頜；上頜骨末端延伸至眼前緣的下方；上頜骨無鱗。上下頜骨具帶狀齒，外列齒擴大，前方數齒呈犬齒狀；鋤骨具三角形齒帶且其後方無突出部；腭骨亦具齒帶。體被中小型櫛鱗，背鰭及臀鰭上均裸露無鱗；側線完全且平直，側線鱗數70至74枚。體色暗紫色，體側有多枚山形狀之黃色橫帶紋。雌雄魚尾鰭上葉均為黃色，而僅雄魚尾鰭下葉仍為黃色斑塊，清晰可見。背鰭硬軟鰭條間無深刻；背鰭與臀鰭最末之軟條皆略為延長而較前方鰭條長；背鰭硬棘10枚，軟條10至11枚；臀鰭硬棘3枚，軟條8枚；胸鰭長約等於頭長；尾鰭深叉。體長可達45公分。

## 生態
棲息於較深的海域，底質為岩礁區；主要以小魚、甲殼類為捕食對象。

## 經濟利用
食用魚，肉鮮味美，適宜生魚片、砂鍋魚湯、烤及炸等方式食用。